# James E. Williams
James Elliott «Willie» Williams (Fort Mill, 13 de noviembre de 1930 - Florence, 13 de octubre de 1999) fue un indio cheroqui y contramaestre jefe honorario de la Armada de los Estados Unidos que recibió la Medalla de Honor durante la Guerra de Vietnam. El contramaestre de primera clase Williams es uno de los 32 nativos americanos que han recibido la Medalla de Honor y está considerado el marinero enrolado más condecorado en la historia de la Armada de los Estados Unidos.

## Vida personal
James E. Williams nació en Fort Mill, Carolina del Sur, y dos meses después se mudó con sus padres a Darlington, donde pasó su niñez y juventud. Asistió a las escuelas locales y se graduó de la escuela secundaria de St. John. En 1949, Williams se casó con Elaine Weaver y tuvieron cinco hijos (dos hijas, Debbie y Gail,  y tres hijos, James E. Jr., Stephen Michael y Charles E.) y siete nietos.
En 1999, Williams murió coincidiendo con el aniversario de la Armada, un 13 de octubre, y fue enterrado en el Cementerio Nacional de Florence, en Florence, Carolina del Sur.

## Servicio naval
Williams se enroló en la Armada de los Estados Unidos el 8 de agosto de 1947, a la edad de 17 años, y completó el entrenamiento básico en el Centro de Entrenamiento Naval de San Diego. Sirvió durante casi veinte años, retirándose el 26 de abril de 1967 como contramaestre de primera clase. Durante esos años, sirvió tanto en la guerra de Corea como en la Guerra de Vietnam. El 14 de mayo de 1968, Williams recibió la Medalla de Honor por el presidente Lyndon B. Johnson durante la ceremonia de entrega en el Salón de los Héroes del Pentágono. En 1977, recibió el título honorífico de contramaestre jefe.
Durante la guerra de Corea, Williams sirvió a bordo del destructor USS Douglas H. Fox desde noviembre de 1950 hasta junio de 1952. Sirvió frente a la costa de Corea, donde se separó del destructor para llevar grupos de asalto a Corea del Norte en pequeñas embarcaciones desde marzo a junio de 1952.
El suboficial Williams sirvió a bordo del USS Little Rock desde junio de 1960 hasta abril de 1963, y se reincorporó a bordo del Little Rock en abril de 1962.
En abril de 1966, en Vietnam y con rango de contramaestre de primera clase, Williams fue destinado en mayo a la Fuerza de Patrulla Fluvial, Escuadrón Fluvial Cinco, al mando del Bote Patrullero Fluvial 105 (PBR-105). La misión de la fuerza era interceptar envíos de armas, suministros y personal del Vietcong y del Ejército de Vietnam del Norte a través de las vías fluviales del delta del Mekong en Vietnam del Sur y mantener seguro el tráfico convencional de botes en el río y los canales.
El 31 de octubre de 1966, Williams estaba al mando del PBR 105 junto con otro PBR en busca de guerrilleros del Vietcong que operaban en un área aislada del delta del Mekong. De repente, el Vietcong con dos sampanes abrió fuego contra los estadounidenses. Mientras Williams y sus hombres neutralizaban un sampán, el otro escapó a un canal cercano. Los PBR los persiguieron y pronto se encontraron en una colmena de actividad enemiga mientras el Vietcong abría fuego contra ellos con granadas propulsadas por cohetes y armas pequeñas desde posiciones fortificadas a orillas del río.
Williams dirigió repetidamente a los PBR contra concentraciones de juncos y sampanes enemigos. También pidió apoyo de los helicópteros UH-1B Huey de HA(L)-3  fuertemente armados. Cuando llegó esa ayuda, lanzó otro ataque mientras la luz del día menguaba. Como resultado de la batalla de tres horas, la fuerza naval estadounidense mató a 1000 guerrilleros del Vietcong, destruyó más de cincuenta buques e interrumpió una importante operación logística enemiga. Por sus acciones de ese día, Williams fue condecorado con la Medalla de Honor.

## Servicio de alguacil de los Estados Unidos
Después de recibir una baja honorable de la Marina, trabajó para la corporación Wackenhut. En 1969, fue nombrado alguacil de los Estados Unidos en el distrito de Carolina del Sur, donde sirvió hasta mayo de 1977. Luego fue trasladado al Centro de Entrenamiento para la Aplicación de la Ley Federal, en Glynco, Georgia, como instructor y armero nacional. Fue destinado de vuelta en Carolina del Sur en julio de 1979 bajo nombramiento judicial como alguacil de los Estados Unidos para Carolina del Sur y ocupó ese cargo hasta abril de 1980. Luego fue trasladado a la Sede del Servicio de Alguaciles de los Estados Unidos en Washington, D. C., como gerente de programas, oficial de salud, seguridad y capacitación en distrito, donde se desempeñó hasta su jubilación del Servicio de alguaciles con el grado GS-1811-15.

### Mención de la Medalla de Honor
Mención:
Por la conspicua valentía e intrepidez al riesgo de su vida más allá del llamado del deber. BM1 Williams estaba sirviendo como capitán de barco y oficial en el Bote Patrullero Fluvial (PBR) 105 acompañado de otro bote patrullero cuando la patrulla fue repentinamente atacada por 2 sampanes enemigos. BM1 Williams ordenó inmediatamente que se devolviera el fuego, matando a la tripulación de 1 barco enemigo y haciendo que el otro sampán se refugiara en una entrada de río cercana. Persiguiendo al sampán que huía, la patrulla estadounidense se encontró con un gran volumen de fuego de armas pequeñas de fuerzas enemigas, a corta distancia, ocupando posiciones bien ocultas a lo largo de la orilla del río. Maniobrando a través de este fuego, la patrulla se enfrentó a una fuerza enemiga numéricamente superior a bordo de 2 juncos y 8 sampanes enemigos, a los que se sumaron pesados disparos de armas automáticas desde la orilla. En la salvaje batalla que siguió, BM1 Williams, con total desprecio por su seguridad se expuso a la fulminante lluvia de fuego enemigo para dirigir el contrafuego e inspirar las acciones de su patrulla. Reconociendo la abrumadora fuerza de la fuerza enemiga, BM1 Williams desplegó su patrulla para esperar la llegada de helicópteros armados. En el curso de su movimiento descubrió una concentración aun mayor de barcos enemigos. Sin esperar la llegada de los helicópteros armados, mostró gran iniciativa y dirigió audazmente la patrulla a través del intenso fuego enemigo y dañó o destruyó 50 sampanes y 7 juncos enemigos. Esta fase de la acción se completó, y con la llegada de los helicópteros armados, BM1 Williams dirigió el ataque sobre la fuerza enemiga restante. Ahora prácticamente a oscuras, y aunque BM1 Williams era consciente de que sus barcos se convertirían en objetivos aun mejores, ordenó que se encendieran las luces de búsqueda de los barcos patrulleros para iluminar mejor la zona y desplazó la patrulla peligrosamente cerca de la orilla para presionar el ataque. A pesar de la disminución del suministro de municiones, la patrulla se enfrentó con éxito al enemigo en tierra y completó la derrota de la fuerza enemiga. Bajo la dirección de BM1 Williams, que demostró una habilidad profesional inusual y un coraje indomable durante las tres horas de batalla, la patrulla fue responsable de la destrucción o pérdida de 65 barcos enemigos e infligió numerosas bajas al personal enemigo. Su extraordinario heroísmo y su ejemplar espíritu de lucha ante los graves riesgos inspiraron los esfuerzos de sus hombres para derrotar a una fuerza enemiga mayor, y están en consonancia con las mejores tradiciones del Servicio Naval de los Estados Unidos.

### Mención de la Cruz de la Armada
Mención:
El presidente de los Estados Unidos de América se complace en entregar la Cruz de la Armada al contramaestre de primera clase James Elliott Williams (NSN: 9908934), Armada de los Estados Unidos, por su extraordinario heroísmo el 15 de enero de 1967 mientras prestaba servicio en la Sección Fluvial 531, Escuadrón Fluvial CINCO, Fuerza de Tarea 116 (TF-116) y fuerzas extranjeras amigas durante las operaciones de combate contra las fuerzas comunistas insurgentes (Viet Cong) en el río Mekong en la República de Vietnam. Como oficial de patrulla de una patrulla de botes patrulleros fluviales (PBR) de combate, el suboficial Williams interceptó un importante movimiento de suministro enemigo a través del brazo Nam Thon del río Mekong. Dirigió sus unidades a la zona de cruce sospechosa y fue inmediatamente capturado bajo un intenso fuego hostil desde posiciones fortificadas y a lo largo de las orillas del río. Después de coordinar el apoyo de la artillería vietnamita y los ataques aéreos de la Fuerza Aérea de los EE. UU., El suboficial Williams llevó valientemente a sus tres PBR de regreso al peligroso río para buscar y destruir los sampanes y suministros enemigos. Una vez más se desató un feroz fuego sobre sus fuerzas. Exponiéndose con frecuencia al fuego enemigo, ordenó a sus unidades que silenciaran varias posiciones de armas automáticas, y ordenó a un PBR que investigara varios sampanes que podían verse, mientras que el otro PBR proporcionaba fuego de cobertura. Casi de inmediato, el enemigo renovó su fuego en un esfuerzo por alejar a los PBR de los sampanes. El contramaestre Williams ordenó la destrucción del sampán y la extracción de todas sus unidades. Durante el feroz tiroteo que siguió a la inmovilización temporal de una de las unidades, el suboficial Williams resultó herido. A pesar de sus dolorosas heridas, pudo guiar a su patrulla de regreso a través del intenso fuego enemigo. Su patrulla había interceptado con éxito un intento de cruce de tres compañías de armas pesadas con un total de casi cuatrocientos hombres, había contabilizado dieciséis enemigos muertos en acción, veinte heridos, la destrucción de nueve sampanes y juncos enemigos, siete estructuras enemigas y 2400 libras de arroz del enemigo. Por su destacada demostración de liderazgo decisivo, su coraje ilimitado frente al intenso fuego enemigo y su máxima devoción al deber, el suboficial Williams mantuvo las más altas tradiciones del Servicio Naval de los Estados Unidos.

## Otros honores

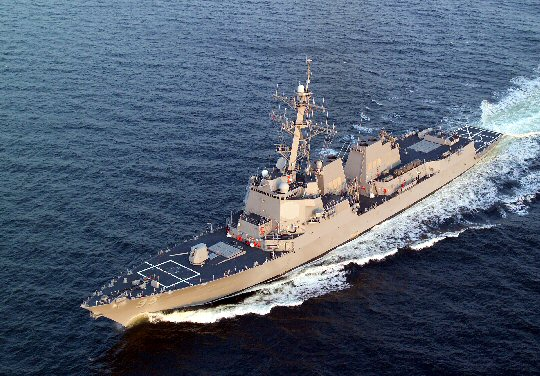
USS James E. Williams.

- En la sede de la Unidad 20 de Barcos Especiales de la Armada en la Base Expedicionaria Conjunta Little Creek-Fort Story en Virginia Beach, se inauguró el Edificio BM1 James E. Williams en 1997.[9]
- El Destructor de Misiles Guiados de la Armada USS James E. William (DDG-95) fue bautizado en su honor el 28 de junio de 2003, en Pascagoula, Misisipi.[10]